# Мунтеле-Бейшорій
Мунтеле-Бейшорій (рум. Muntele Băișorii) — село у повіті Клуж в Румунії. Входить до складу комуни Бейшоара.
Село розташоване на відстані 318 км на північний захід від Бухареста, 30 км на південний захід від Клуж-Напоки.

## Населення
За даними перепису населення 2002 року у селі проживали 342 особи, з них 341 особа (99,7%) румунів. Усі жителі села рідною мовою назвали румунську.